# Proteína M2

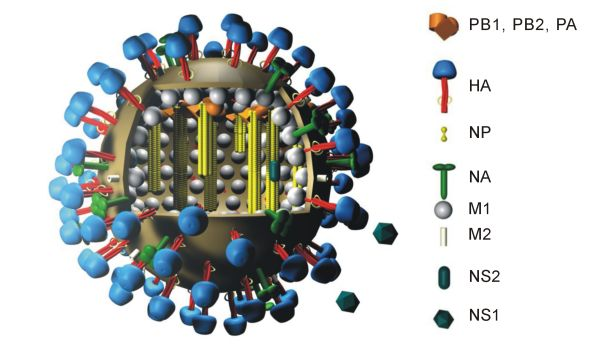
Modelo 3D do virião da gripe. (M2 rotulado em branco.)

A proteína M2 é, a par da proteína M1, uma de duas proteínas de matriz M presentes no invólucro dos vírus da gripe, à excepção dos vírus de gripe B. A proteína M2 encontra-se em grandes quantidades na superfície da célula infetada, mas em pequenas quantidades na superfície do vírus, formando canais iónicos pelos quais os iões atravessam o invólucro.. Esta proteína é o alvo dos primeiros fármacos antigripais, a amantadina e a rimantadina.